# Kínaros
Kínaros és una de les illes que formen l'arxipèlag del Dodecanès. Està situada a la zona costanera entre les Cíclades i la resta d'illes del Dodecanès, a l'oest de Kalymnos i de Leros. Després d'Astipàlea és l'illa més occidental d'aquest arxipèlag. Té una superfície de 4,5 quilòmetres quadrats i una població total de dos habitants. Pertany al municipi de Leros. El punt més alt de l'illa és el mont Pope que sobresurt fins a 296 metres per damunt del nivell de la mar.
Kinaros és la part de la xarxa Natura 2000 juntament amb la part nord d'Amorgos i de Lévitha. També és una àrea important per a la protecció de les aus.
A la part superior de l'illa s'hi han identificat restes arqueològiques que testimonien que l'illa va ser habitada de forma permanent en temps passats.